# Петропавловське сільське поселення (Хабаровський район)
Петропа́вловське сільське поселення (рос. Петропавловское сельское поселение) — сільське поселення у складі Хабаровського району Хабаровського краю Росії.
Адміністративний центр та єдиний населений пункт — село Петропавловка.

## Населення
Населення сільського поселення становить 162 особи (2019; 125 у 2010, 104 у 2002).